# کارولین گولوبیتسکی
کارولین گولوبیتسکی (انگلیسی: Carolin Golubytskyi؛ زادهٔ ۱۹ دسامبر ۱۹۸۵) شمشیرباز اهل آلمان است.